# Halil Dervişoğlu
Halil Dervişoğlu (Róterdam, 8 de diciembre de 1999) es un futbolista neerlandés, nacionalizado turco, que juega en la demarcación de delantero para el Çaykur Rizespor de la Superliga de Turquía.

## Selección nacional
Tras jugar en la selección de fútbol sub-19 de Turquía y  la sub-21 finalmente hizo su debut con la selección absoluta el 27 de mayo de 2021 en un partido amistoso contra Azerbaiyán que finalizó con un resultado de 2-1 a favor del combinado turco tras el gol de Emin Mahmudov para Azerbaiyán, y de Kaan Ayhan y del propio Halil para Turquía.

### Goles internacionales
| # | Fecha                   | Estadio                                      | Oponente    | Gol | Resultado | Competición                         |
| - | ----------------------- | -------------------------------------------- | ----------- | --- | --------- | ----------------------------------- |
| 1 | 27 de mayo de 2021      | Estadio Bahçeşehir Okulları, Alanya, Turquía | Azerbaiyán  | 1–1 | 2-1       | Amistoso                            |
| 2 | 4 de septiembre de 2021 | Estadio Victoria, Gibraltar                  | Gibraltar   | 0–1 | 0-3       | Clasificación para el Mundial 2022  |
| 3 | 13 de noviembre de 2021 | Başakşehir Arena, Estambul, Turquía          | Gibraltar   | 2–0 | 6-0       | Clasificación para el Mundial 2022  |
| 4 | 13 de noviembre de 2021 | Başakşehir Arena, Estambul, Turquía          | Gibraltar   | 3–0 | 6-0       | Clasificación para el Mundial 2022  |
| 5 | 4 de junio de 2022      | Başakşehir Arena, Estambul, Turquía          | Islas Feroe | 2–0 | 4-0       | Liga de Naciones de la UEFA 2022-23 |
| 6 | 7 de junio de 2022      | Estadio LFF, Vilna, Lituania                 | Lituania    | 0–6 | 0-6       | Liga de Naciones de la UEFA 2022-23 |

## Clubes
| Club                       | País         | Año       | Partidos | Goles |
| -------------------------- | ------------ | --------- | -------- | ----- |
| Jong Sparta Rotterdam      | Países Bajos | 2017-2018 | 36       | 25    |
| Sparta Rotterdam           | Países Bajos | 2018-2020 | 58       | 16    |
| Brentford F. C.            | Inglaterra   | 2020      | 8        | 0     |
| F. C. Twente (cedido)      | Países Bajos | 2020      | 10       | 0     |
| Brentford F. C.            | Inglaterra   | 2021      | 1        | 1     |
| Galatasaray S. K. (cedido) | Turquía      | 2021      | 12       | 3     |
| Brentford F. C.            | Inglaterra   | 2021      | 1        | 0     |
| Galatasaray S. K. (cedido) | Turquía      | 2021-2022 | 33       | 5     |
| Brentford F. C.            | Inglaterra   | 2022      | 2        | 0     |
| Burnley F. C. (cedido)     | Inglaterra   | 2022-2023 | 9        | 1     |
| Galatasaray S. K.          | Turquía      | 2023-2024 | 20       | 4     |
| Hatayspor (cedido)         | Turquía      | 2024      | 11       | 0     |
| Gaziantep F. K. (cedido)   | Turquía      | 2024-2025 | 33       | 3     |
| Çaykur Rizespor (cedido)   | Turquía      | 2025-     |          |       |